# Rupp AG

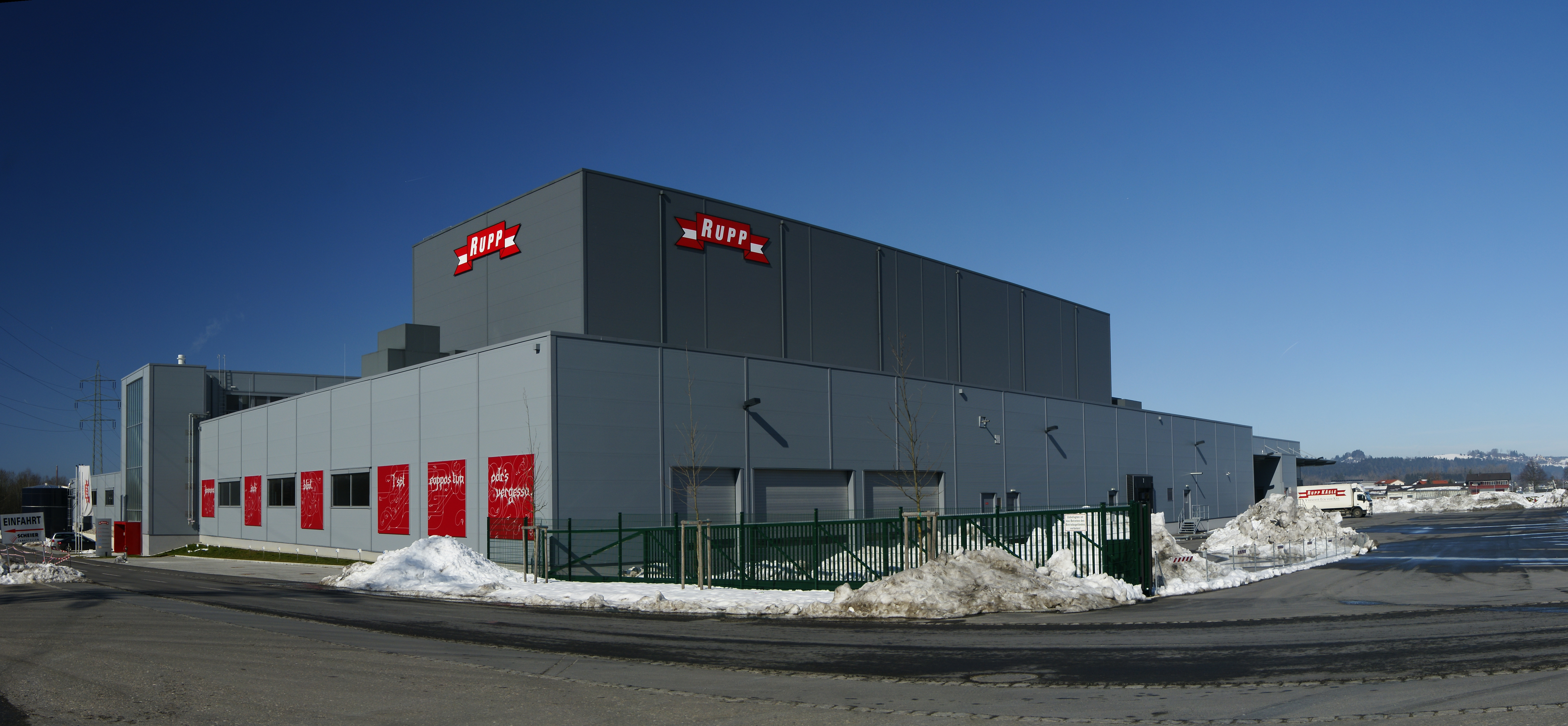
Unternehmenszentrale in Hörbranz

Die Rupp AG ist ein österreichisches Lebensmittelunternehmen im Bereich der Käseproduktion. 2008 erzielte das Unternehmen mit insgesamt 380 Mitarbeitern einen Umsatz von 110 Mio. Euro. Es ist der größte Käseproduzent in Vorarlberg und vollständig in Familienbesitz. Im Jahr 2018 wuchs der Jahresumsatz auf 187 Mio. Euro und eine Mitarbeiterzahl von 630.

## Geschichte
Der Unternehmensgründer Josef Rupp machte sich 1908 nach dem Besuch der Molkereischule Rütti im schweizerischen Zollikofen selbstständig. Er war nach der k.u.k. Käsereischule in Doren einer der Ersten, der in Österreich Emmentaler Käse nach Schweizer Art herzustellen begann. 1912 übernahm Rupp die k.u.k. Landeskäsereischule Doren.
In den 1920er Jahren exportierte er Emmentaler nach Italien, Belgien, Nordafrika und Amerika. Der Beginn der Schmelzkäseproduktion Mitte der 1930er Jahre ließ den Familienbetrieb durch steigenden Export weiter wachsen. 1938 wurde das von Rupp kurz zuvor in Lochau bei Bregenz errichtete Schmelzkäsewerk enteignet und der von den Nazis als Gegenstück zur konservativ geprägten Rupp AG gegründeten Bauerngenossenschaft Alma übergeben. 1947 setzte sich Rupp in einem Rückstellungsverfahren gegen die Alma gerichtlich durch.
Nach der Jahrtausendwende geriet die Alma zunehmend in finanzielle Schwierigkeiten. Am 21. Jänner 2008 stimmten deren Genossenschaftsmitglieder mit 97 % für den Verkauf der Produktion und der Marke „Alma“ an die Rupp AG, welcher am 18. Februar 2008 vollzogen wurde. „Alma“ führt seither nur Vermarktung durch. Im selben Zeitraum entstand in Hörbranz ein neuer Firmensitz.
Am 30. September 2013 übernahm Rupp den französischen Schmelzkäsehersteller Société Industrielle Fromagère SAS vom niederländischen Molkereikonzern Royal FrieslandCampina mit dem Ziel, die Produktion und den Verkauf von Käse in Frankreich auszuweiten.
Im Mai 2019 wurde eine weitere Sennerei „Doren Huban“ zu den eigenen Bergsennereien (Hinteregg, Lutzenreute und Schnepfau) übernommen. Somit besteht die RUPP AG  aus den Unternehmen SUR, Schreiber & RUPP Lindenberg GmbH, RUPP Lindenberg GmbH, RUPP & DaChan, SIF und betreibt fünf eigene Verkaufsläden in Vorarlberg.
Ein Produkt der Rupp AG ist der „Enzian-Streichkäse“, ein in einzelnen Ecken gestückelt verpackter Weichkäse.
Das Unternehmen exportiert bis zu 90 % außerhalb Österreichs. Über 65 Länder werden mit Schmelz- und Naturkäse beliefert. Die Produkte werden unter der Marke RUPP, ALMA sowie als Eigenmarken vermarktet.

## Kritik
Im Schwarzbuch Landwirtschaft wird Rupp dafür kritisiert, dass sie im Jahr 2008 EU-Agrarsubventionen in Höhe von einer Million Euro bezogen hätten, während im gleichen Zeitraum die Steuerleistung des Unternehmens 11.000 Euro betragen habe.